# María de mi corazón
María de mi corazón es una película mexicana de 1981, dirigida por Jaime Humberto Hermosillo, con el argumento y guion de Gabriel García Márquez, quien se basó en una historia real que le habían narrado en Barcelona y de la cual realizó algunas notas. La película fue filmada entre 1979 y 1980, estrenada en salas de cine en 1981.

## Sinopsis
El ladrón de casas, Héctor, regresa a la suya con un botín y encuentra en su cama a María, su compañera de ocho años antes, y que va vestida de novia. Ella cuenta que su novio no llegó a la iglesia. Antes ella había hecho lo mismo a Héctor y quiere disculparse. Héctor sigue enamorado de ella y la convence de que se quede. María es maga y al enterarse de que Héctor es ladrón lo hace mago también y juntos trabajan en espectáculos de cabaret y teatro. Un día María va a trabajar a otra ciudad y su camioneta se descompone, la recoge un camión que transporta un grupo de enfermos mentales a un hospital campestre. María pide hablar pero la creen loca y la internan. Héctor piensa que otra vez lo ha abandonado, mientras ella sufre el cruel trato que dan a los enfermos. Cuando al fin Héctor la localiza una serie de malentendidos lo convencen de que María sufre trastornos mentales y parte sin rescatarla.

## Reparto
- Héctor Bonilla - Héctor

- María Rojo - María Torres
- Salvador Sánchez - Vendedor de chueco
- Armando Marín - El pecas
- Tomás Mojarro -Don Tomás
- Evangelina Martínez - Eva
- Roberto Sosa - Chofer de autobús
- Dolores Beristáin - Enfermera I
- Martha Navarro - Enfermera II
- Margarita Isabel - Enfermera III
- Beatriz Moreno - Enfermera IV
- Eduardo López Rojas - Guardia
- Arturo Beristáin - Gerente Centro Nocturno
- Óscar Chávez - Cantante (él mismo)
- Ana Ofelia Murguía - Doctora Murguía
- Blanca Torres - Blanquita
- Xóchitl - Jefa de enfermeras
- José Alonso (actor) - Pepe
- Enrique Lizalde - Dueño de la casa
- Eva Calvo - Enfermera rubia
- Alicia del Lago - Enferma mental.
- Silvia Mariscal - Amiga de María.
- Julieta Egurrola - Doctora.
- Blanca Sánchez - Invitada a fiesta.
- Farnesio de Bernal - Empleado de delegación.
- Miguel Gómez Checa - Cerrajero.
- María Potts

## Recepción
Las críticas hacia este filme fueron positivas según la prensa debido a la actuación convincente de los actores que participaron en la película, así como una realización, exaltándose el trabajo del director y de los guionistas. Sin embargo, la historia es sumamente estresante y no gusta en su totalidad. También se convirtió en un hito del cine mexicano, ya que es de los primeros filmes en realizarse de manera cooperativa, aportando en ella actores, técnicos y realizadores.
Además, esta cinta se exhibió en la Feria del Libro latinoamericano en Washington, Estados Unidos.